# Institution financière
Pour les articles homonymes, voir Institution.
En économie, une institution financière est une institution publique ou privée, qui assure une mission financière et qui fournit des services financiers à ses clients.

## Institutions financières publiques

### Institutions financières internationales
- La Banque mondiale
- Le Fonds monétaire international (FMI)
- La Banque des règlements internationaux (BRI)
- La Banque européenne pour la reconstruction et le développement (BERD)
- La Banque européenne d'investissement (BEI)
- L'Autorité européenne des marchés financiers (ESMA)
- L'Organisation internationale des commissions de valeurs (IOSCO)

### Institutions financières françaises
- L'Autorité de contrôle prudentiel et de résolution (ACPR)
- L'Autorité des marchés financiers (AMF)

- La Caisse des dépôts et consignations (CDC), qui est aussi actionnaire majoritaire de La Banque postale
- L'Agence française de développement (AFD)
- La Banque de France (BdF)
- Bpifrance

## Institutions financières privées
Les institutions financières privées (appelées établissements financiers) sont en général tributaires d'une réglementation fonctionnelle  édictée par les autorités financières.